# Amauridia
Amauridia é um gênero de traça pertencente à família Arctiidae.

## Espécies
- Amauridia albipunctilla
- Amauridia aristina
- Amauridia cristina
- Amauridia dentina
- Amauridia ecuadoralis
- Amauridia fuscula
- Amauridia heterochrosis
- Amauridia holoscota
- Amauridia inscitalis
- Amauridia paganacalis
- Amauridia rona